# Tarikhanehtempel
De Tarikhanehtempel (Perzisch: پرستشگاه تاریخانه), ook wel de Tarikhanehmoskee (Perzisch: مسجد تاریخانه), is een monument uit het Sassanidische tijdperk, gelegen in het zuidelijke gedeelte van de huidige stad Damghan (Iran). Dit bouwwerk werd aanvankelijk gebruikt als een Zoroastrische vuurtempel tijdens de Sassanidische periode. Na de val van het Sassanidenrijk werd het in de 8e eeuw herbouwd en veranderd in een moskee. Het monument is daarom bekend als de oudste moskee in Iran.

## Etymologie
Tanri is het Turkse woord voor God en khaneh is een Perzisch woord voor huis. Het samengestelde woord Tarikhaneh betekent derhalve 'het huis van god'.